# Arthur Pink
Arthur Walkington Pink (1 de abril de 1886 - 15 de julho de 1952) foi um professor bíblico inglês, influenciador num despontamento do Calvinismo ou Teologia Reformada de sua época. Fora pouco conhecido em vida, e sua fama sobreveio após sua partida. Pink tornou-se "um dos autores evangélicos mais influentes da segunda metade do século XX".

## Biografia
Filho de um devoto não-conformista, provavelmente um congregacionalista, Arthur Walkington Pink nasceu em Nottingham, no Reino da Inglaterra. De sua infância e de sua educação, apenas isso é o que se conhece, além de que ele possuía talento musical.
Quando jovem, Pink ingressou na Sociedade Teosófica, um grupo gnóstico ocultista na Inglaterra, e aparentemente alcançou destaque suficiente em suas fileiras que Annie Besant, sua líder, ofereceu-se para admiti-lo em seu círculo de liderança. Em 1908, ele renunciou à Teosofia, tendo abraçado o Cristianismo evangélico.

## Vida cristã
Tendo desejado tornar-se um ministro, mas sem querer frequentar uma faculdade teológica liberal na Inglaterra, Pink estudou brevemente no Instituto Bíblico Moody, em Chicago, em 1910, antes de assumir o pastorado da igreja Congregacional em Silverton, Colorado.
Em 1912, Pink deixou Silverton, provavelmente para a Califórnia, e depois assumiu um pastorado conjunto de igrejas na zona rural de Burkesville e Albany, Kentucky. Em 1916, ele se casou com Vera E. Russell (1893–1962), que foi criada em Bowling Green, Kentucky, e o próximo pastorado de Pink foi na Igreja Batista de Scottsville, Scottsville, Kentucky. Ainda recém-casados, mudaram-se em 1917 para Spartanburg, Carolina do Sul, onde Pink tornou-se pastor da Igreja Batista Northside.
Nesse período, Pink já estava familiarizado com proeminentes fundamentalistas dispensacionalistas, como Harry Ironside e Arno C. Gaebelein. Seus primeiros dois livros, publicados em 1917 e 1918, estavam de acordo com essas posições teológica. Todavia, Pink mudou de ponto de vista e durante esses anos ele também escreveu a primeira edição de "The Sovereignty of God" (1918), que argumentava que Deus não amava os pecadores que não haviam sido predestinados à salvação, e que Ele havia criado deliberadamente "para a condenação [...] aqueles que não aceitariam a Cristo.
Seja por causa de suas visões calvinistas, de sua saúde debilitada ou de sua falta de sociabilidade, Pink deixou Spartanburg em 1919, acreditando que Deus "faria com que eu me dedicasse à escrita". Mas Pink parece ter ensinado a Bíblia - com algum sucesso - na Califórnia para um evangelista de tenda chamado Thompson, enquanto continuava seu intenso estudo dos escritos puritanos.
Em janeiro de 1922, Pink publicou o primeiro número de "Estudo das Escrituras". No final de 1923, contavam-se com aproximadamente mil assinantes e tal ofício ocupar-lhe-ia a maior parte do tempo, até o fim de sua vida, e lhe seria fonte de dezenas de livros posteriores, alguns organizados a partir de artigos de estudos após sua morte.
Em 1923, Pink sofreu um colapso nervoso, e ele e sua esposa viveram com amigos na Filadélfia até ele recuperar a saúde. Em 1925, os Pinks navegaram para Sydney, na Austrália, onde trabalhou como evangelista e professor da Bíblia no Tabernáculo Ashfield. Mas a sua pregação impolítica da doutrina calvinista resultou numa resolução unânime da Fraternidade Batista de Nova Gales do Sul de não o apoiar. De 1926 a 1928, Pink serviu como pastor de dois grupos de Batistas Estritos e Particulares.
Tendo retornado à Inglaterra, Pink fora convidado para pregar em uma igreja sem pastor, em Seaton, Devon; porém, embora ele tenha sido bem recebido por alguns membros, os superintendentes pensaram que sua posse como pastor causaria divisão e dissenção na igreja.
Na primavera de 1929, Pink e sua esposa retornaram ao Kentucky, onde ele pretendia se tornar pastor duma igreja batista em Mortons Gap. Suas esperanças não foram realizadas. A um amigo ele escreveu: “Estou mais firmemente convencido hoje do que há 14 meses de que nosso lugar é 'fora do campo'. Esse é o lugar da ‘reprovação’, da solidão e do teste.”
Em 1930, Pink conseguiu iniciar um curso bíblico, emGlendale, Califórnia, nesse ínterim, recusou oportunidades de falar em algumas igrejas fundamentalistas. No ano seguinte, os Pinks alugaram uma casa de madeira sem pintura em Union County, Pensilvânia, onde um pequeno grupo se reunia; então, em 1933, eles mudaram-se para York, Pensilvânia.
Pink decidiu que se seu ministério fosse totalmente escrito, ele poderia fazer isso da mesma forma na Inglaterra, isto é, poderia escrever seus livros em sua pátria. Assim, em setembro de 1934, ele e sua esposa mudaram-se para Cheltenham, Gloucestershire. Pink parece ter finalmente dado lugar ao desespero. A um amigo ele escreveu que aqueles dentre seus amigos que gostariam muito de ajudá-lo eram impotentes para fazê-lo; "enquanto aqueles que poderiam, não o farão. E dentro de poucos anos, no máximo, será tarde demais", eis que havia passado os "últimos sete anos repercutiu tanto em minha constituição física e mental que em breve ficarei incapacitado, mesmo que portas se abram para mim". Ainda assim, na mesma carta, Pink confessou que não conseguia "ver nada além de tentar buscar graça para se curvar ao prazer soberano do Senhor e dizer: 'Não seja feita a minha vontade, mas a tua.'"
Em 1936, os Pinks mudaram-se para Hove, na costa sul da Inglaterra, perto de Brighton. Após a morte de seu pai em 1933, Pink recebeu como herança bens suficientes para permitir que ele e sua esposa de forma modesta, mas sem grandes preocupações financeiras; e entre 1936 até sua morte em 1952, Pink dedicou-se completamente aos Estudos das Escrituras. Sua esposa acreditava que seu quase implacável horário de trabalho não lhe era saudável e fê-lo começar a colecionar selos como hobby. Em 1940, na Segunda Guerra Mundial, a cidade de Hove tornou-se alvo regular de ataques aéreos alemães, e os Pinks mudaram-se para Stornoway, Ilha de Lewis, Hébridas Exteriores, Escócia, onde residiram até o fim da vida de Pink. A ilha era um bastião do calvinismo, porém os cultos religiosos eram realizados especialmente na língua local, ogaélico escocês, e os visitantes não eram especialmente bem-vindos em qualquer caso.
Pink administrou seu tempo de estudo e escrita com "precisão militar". A um amigo ele escreveu que saía para fazer compras e fazer exercícios durante uma hora, seis dias por semana, mas que, fora isso, nunca saía do escritório, exceto quando trabalhava num pequeno jardim. Enquanto residia em Hove, chegou a publicar uma nota em seus Estudos da Escritura, a avisar aos assinantes que "não é conveniente para nós receber visitantes, e peço, respeitosamente, aos leitores que, ao visitarem essas partes, gentilmente se abstenham de nos visitar, mas observem que estamos sempre felizes em receber notícias de amigos cristãos". Em vez de frequentar a igreja, nas manhãs de domingo, Pink passava algum tempo ministrando aos leitores por carta.

## Morte
Em 1951, sua esposa percebera que Pink estava a debilitar-se. Ele perdeu peso e sentiu dores, todavia recusou-se a tomar qualquer remédio, pois temia que viessem a entorpecer sua mente e impedir-lhe de concluir seu trabalho.
Ele morreu em 15 de julho de 1952, e suas últimas palavras foram “as Escrituras se explicam”. Pink deixou material escrito suficiente para permitir a publicação dos Estudos até dezembro de 1953.

## Influência
Alega-se que a personalidade de Pink dificultou-lhe um ministério pastoral bem-sucedido. Eis que ele foi criticado por ser supostamente individualista e de temperamento muito crítico, carecendo-lhe o benefício de discussões teológicas completas com outros que gozavam dos mesmos dons que Pink recebera.
Em contrapartida, o jovem pastor Robert Harbach correspondeu-se com Pink por anos e lembrava-se de um Pink muito diferente do que descreviam seus críticos: Detentor de um verdadeiro "coração de pastor". A correspondência de Pink com Harbach foi calorosa, sincera e paternal, tendo durado até o agravamento de sua saúde, tendo ocorrido a última correspondência em 1949. No início de sua correspondência, Pink escreveu: "Quero que você se sinta perfeitamente à vontade para me pedir qualquer ajuda que eu possa lhe prestar. Estou em contato com vários jovens pastores e considero parte do meu trabalho e um privilégio oferecer todos os conselhos que posso".
O aclamado contemporâneo de Pink, Dr. D. Martyn Lloyd-Jones, recebera benefícios espirituais ao ler Pink, tendo-o recomendado a diversas pessoas. A um jovem pastor, Lloyd-Jones disse: “Não perca seu tempo lendo Barth e Brunner. Você não receberá nada deles para ajudá-lo na pregação. Leia Pink". Entrementes, Dr. Martyn Lloyd-Jones disse: “Se eu tivesse me comportado como Pink, não teria conseguido nada. Nada mesmo... Tive que ser muito paciente e olhar as coisas a longo prazo. Caso contrário, eu teria sido demitido e tudo estaria acabado".
A. W. Pink admitira que sem a ajuda e o companheirismo de sua esposa, que a ele e ao seu trabalho se dedicara totalmente, teria ele "ficado sobrecarregado" e, provavelmente, teria conseguido pouco, mesmo por escrito.
No âmbito teológico, Pink fora rejeitado durante sua vida porque se opusera contra o arminianismo. Todavia, após sua morte, houve uma grande mudança na opinião evangélica em direção à teologia calvinista. Em 1982, a "Baker Book House" publicou 22 livros de A. W. Pink e vendeu 350.000 cópias no total. Entretanto, foi Deus é Soberano de Pink que fez "mais do que qualquer outra no redirecionamento do pensamento de uma geração mais jovem", tendo sido publicado no Brasil e muito difundido em núcleos neocalvinistas. Depois que o "Banner of Truth Trust" o republicou em 1961 - modificando-o para remover o suposto hipercalvinismo de Pink -, o livro vendeu 177.000 cópias em 2004.

## Publicações
- Deus é Soberano
- Os Atributos de Deus
- Satanás e Seu Evangelho
- Informações em Gênesis
- Informações no Êxodo
- Informações em Josué
- Informações de Eliseu
- Informações de Paulo
- Cristianismo Prático
- A inspiração divina da Bíblia
- Interpretação das Escrituras
- Lucrando com a Palavra
- As bem-aventuranças e a oração do Pai Nosso
- As Sete Palavras do Salvador na Cruz